# Estadio Coruco Díaz
L'Estadio Coruco Díaz est un stade de football mexicain situé à Zacatepec de Hidalgo au Mexique.